# Äquivalenzskala
Eine Äquivalenzskala normiert in Wohlstands- bzw. in Armutsuntersuchungen die wirtschaftlichen Ressourcen (Einkommen, Vermögen oder Verbrauchsausgaben) von Haushalten unterschiedlicher Größe und/oder unterschiedlicher Struktur (z. B. unterschiedlicher Altersstruktur). 
Sie spiegelt daher sowohl individuelle Bedarfsunterschiede als auch die Ersparnisse gemeinsamer Haushaltsführung (die so genannten positiven Skaleneffekte) wider. 
Eine Äquivalenzskala  misst entsprechend die erforderliche prozentuale Erhöhung der Haushaltsressourcen bei Hinzukommen einer weiteren Person, und zwar unter der Bedingung, dass das Wohlfahrtsniveau des Haushaltes gerade aufrechterhalten bleibt. Ein Beispiel für eine Äquivalenzskala ist die Skala der OECD. 
Die Äquivalenzrelation eines Untersuchungshaushalts stellt das Verhältnis des haushaltsbezogenen Äquivalenzskalenwerts dieses Untersuchungshaushalts zum Äquivalenzskalenwert des Referenzhaushalts, üblicherweise eines Einpersonenhaushalts mit einem Äquivalenzskalenwert von Eins, dar.